# Zwijndrecht Atletiek Team
Zwijndrecht Atletiek Team (ZWAT) is een Belgische atletiekvereniging uit Zwijndrecht.

## Historiek
De vereniging is ontstaan uit een fusie in 2009 tussen Atletica '84 en 't Swin AV en is aangesloten bij de VAL.
ZWAT heeft haar thuisbasis op sportpark De Wallen te Zwijndrecht, bij Antwerpen.

## Interclub
Bij de interclub kampioenschappen behaalden de vrouwen de titel in 2019 in Landelijke 2A. 
De mannen promoveerden in het 1e jaar van ZWAT  bij interclub atletiek België 2010 van Ere-VAL naar de hoogste afdeling (ere-afdeling KBAB). In 2021 treden de mannen aan in 2e landelijke.

## Wedstrijden
Jaarlijks organiseert de vereniging wedstrijden, zoals:
- Throwing on the Rocks te Burcht (februari)
- WDK jeugdmeeting te Burcht (April)
- Grote Prijs De Wallen - Memorial Marcel Colijn te Burcht (juli)
- KAVVV cross te Burcht (december)
- KerstCorrida te Burcht (december)